# Мошенничество с пенсионными накоплениями
Мошенничество с пенсионными накоплениями (англ. pensions scams and fraud) — мошенничество с использованием накопительной части пенсии, вид мошенничества с социальным обеспечением, включая перечисление пенсионных накоплений из Пенсионного фонда России (ПФР) в негосударственные пенсионные фонды (НПФ) путём подлога заявлений застрахованных лиц либо посредством введения в заблуждение этих лиц, распространённые правонарушения сотрудников негосударственных пенсионных фондов, целью которых является получение максимально возможного комиссионного вознаграждения за незаконный перевод пенсий граждан из государственного фонда в частный. Основным мотивом недобросовестных агентов НПФ являются корыстные побуждения, наиболее популярный способ правонарушения — подлог заявления о переводе средств в нужный злоумышленнику НПФ, подделка подписи гражданина, известны и иные манипуляции с договорами, но в этой статье они не рассматриваются. С 2013 года пп. 10.1, 10.2 ст. 15.29 КоАП РФ дают юридическую формулировку этих действий и определяют меру ответственности за них. До 2015 года подделка заявлений застрахованных лиц с целью незаконного перевода их пенсионных накоплений из ПФР в НПФ производилась на бумаге, а с 2016 года распространилась фальсификация электронных документов.

## Незаконные переводы пенсионных накоплений

### Правонарушение
Претензии о незаконном переводе пенсионных накоплений к некоторым крупным российским НПФ высказывались с конца 2000-х годов. Используя информацию из базы данных ПФР, их агенты подделывали заявления граждан и договоры о переводе средств в свои фонды, в этом отношении одним из первых стал известен НПФ «Норильский никель», руководство которого следственные органы подозревали в организации аферы с незаконным переводом пенсионных накоплений из ПФР. В результате недружественных действий «Норильского никеля» к застрахованным лицам УЭБиПК ГУ МВД РФ по Москве возбудило уголовное дело по ч. 4 ст. 159 (мошенничество в особо крупном размере группой лиц по предварительному сговору) УК РФ, которое ничем не закончилось, так как «для НПФ предусмотрена административная ответственность за представление в ПФР подложных заявлений о выборе страховщика по ОПС и (или) договоров об ОПС». Известно, что подобные корыстные действия сотрудники российских негосударственных пенсионных фондах просили не называть кражами, уверяя, что «хищений денежных средств нет», по мнению ПФР это соответствовало действительности, иные утверждали: «С формальной точки зрения деньги украсть нельзя. Но по факту их уже нет. Их уже украли». Пресс-секретарь Пенсионного фонда России пояснил, что случаи, когда «агенты просто подделывают подписи застрахованных лиц на заявлении и переводят их накопительную часть пенсии в НПФ», широко распространены, при этом трансферагентами ПФР, а значит, доверенными лицами, являются практически все НПФ.

Эту странную аферу в негосударственных пенсионных фондах кражей просят не называть. Относительно честный способ отъёма денег - не новый, и деньги будто бы не воруют — их просто переводят со счета на счёт без ведома их владельца.— «Пенсионная афера: тысячи россиян могут остаться без пенсий», «Вести» от 10 мая 2011 года
Совет «Национальной ассоциации пенсионных фондов» (НАПФ), которая является крупнейшей саморегулируемой организацией на пенсионном рынке, пытается бороться с сомнительными действиями её членов путём угроз исключения их из НАПФ, а Пенсионный фонд России обещал расторгать трансферагентское соглашение с использующими методы агрессивного привлечения средств организациями, к примеру, схожие претензии предъявлялись к трём известным фондам — «Благосостоянию», «Норильскому никелю» и «Ренессансу жизнь и пенсии», позже у последнего была отозвана лицензия, но в связи с иными обстоятельствами. О распространённости аферы с незаконным переводом пенсионных накоплений из ПФР в НПФ говорит тот факт, что в число пострадавших попал старший вице-президент Сбербанка Денис Бугров, показательно, что НПФ Сбербанка само неоднократно критиковалось за увод пенсионных денег россиян, причём агрессивная маркетинговая политика «позволила данному фонду увеличить число застрахованных лиц более чем в 10 раз».
В 2010-х годах была усилена ответственность негосударственных пенсионных фондов за неправомерное привлечение средств обязательного пенсионного страхования, несмотря на это, россияне продолжали жаловаться на незаконный перевод пенсионных накоплений из одного НПФ в другой. С 2015 по 2017 годы ситуация с недобросовестными агентами обострилась до того, что в Пенсионном фонде приостанавливали приём заявлений о переводе пенсионных накоплений, так как Счётной палатой РФ были выявлены факты сговора НПФ и удостоверяющих центров с целью массовой манипуляции электронными заявлениями застрахованных лиц. В этот период приглашённые «Российской газетой» эксперты, в том числе президент Ассоциации негосударственных пенсионных фондов (АНПФ) Сергей Беляков и руководитель Службы по защите прав потребителей и обеспечению доступности финансовых услуг ЦБ РФ Михаил Мамута, неоднократно указывали на актуальность проблемы перечисления пенсионных накоплений из ПФР в НПФ путём подлога заявлений.
Советник АНПФ Валерий Виноградов обращал внимание читателей "РБК на то, что: «Поскольку ВЭБ работает на рынке, ему это тоже небезразлично, ведь клиентов ПФР могут незаконно перевести в НПФ», а зампред ВЭБа Николай Цехомский подтвердил крайнюю озабоченность ситуацией. Министр труда и соцзащиты Максим Топилин утверждал, что стратегии развития фондов привели к тому, что сами «НПФ уподобились финансовым пирамидам, которые готовы работать только при условии постоянных новых вливаний», именно с этим эксперты связывали участившиеся случаи незаконного перевода средств из одного НПФ в другой.

### Ответственность
В 2017 году ЦБ писал письма в Генпрокуратуру с просьбой разъяснить, какой вид наказания — уголовное или административное — можно применять за недобросовестные действия агентов в ходе переходной кампании 2016 года. Ранее первый зампред комитета Госдумы по кредитным организациям и финансовым рынкам Павел Медведев определял незаконный перевод пенсионных накоплений из ПФР в НПФ уголовным преступлением, тем не менее, в 2013 году была усилена лишь административная ответственность за это правонарушение. Путём включения в КоАП РФ новых пунктов статьи 15.29 была дана юридическая формулировка правонарушения:

10.1. Представление негосударственным пенсионным фондом в Пенсионный фонд Российской Федерации недостоверных сведений в уведомлении о вновь заключённых договорах об обязательном пенсионном страховании, а также подложных заявлений застрахованных лиц о выборе страховщика по обязательному пенсионному страхованию и (или) договоров об обязательном пенсионном страховании, повлёкшее неправомерное перечисление негосударственному пенсионному фонду средств пенсионных накоплений, -
влечёт наложение административного штрафа на должностных лиц в размере от десяти тысяч до тридцати тысяч рублей; на юридических лиц — от трёхсот тысяч до пятисот тысяч рублей.
10.2. Повторное в течение года совершение административного правонарушения, предусмотренного частью 10.1 настоящей статьи, -

влечёт наложение административного штрафа на должностных лиц в размере от тридцати тысяч до пятидесяти тысяч рублей либо дисквалификацию на срок до одного года; на юридических лиц — от пятисот тысяч до семисот тысяч рублей.— Статья 15.29 КоАП РФ.
Сами сотрудники НПФ затрудняются определить свою долю ответственности за незаконный перевод пенсионных накоплений, к примеру, рядовые сотрудники НПФ, количество которых значительно уступает количеству страховщиков, оправдывают себя незаконными приказами руководителей фондов, которые, по мнению агентов, и несут всю ответственность за их действия, причём, в большинстве случае один агент действует в интересах нескольких фондов, а оплата его услуг составляет около 5 % величины счета клиента (по данным ПФР, по итогам кампании 2015 года средний счёт при переходе в НПФ составил 62,87 тыс. руб.). Руководители фондов утверждают обратное: "… неправомерный перевод клиентов — следствие недобросовестной работы агентов, которых легко вычислить и заставить возмещать потерянное: «Стандартная ставка агента — 4-10 % от объёма привлечённых средств, а инвестдоход составляет 10-20 % от привлечённых средств», некоторые из менеджеров предлагают ужесточить требования к агентам и предусмотреть их ответственность — вплоть до уголовной. В этом отношении любопытно, что руководство «Норильского никеля» довольно долго убеждало общественность и следователей, что менеджеры фонда и есть главные пострадавшие от незаконных переводов пенсионных накоплений из ПФР в «Норильский никель». С точки зрения НПФ большинство граждан сами виноваты в потерях при смене управляющих пенсионными накоплениями.
Иногда представители НПФ предлагают жалобщикам урегулировать спор до суда и компенсировать наличными потерянный инвестиционный доход, заключение досудебных мировых соглашений с возмещением инвестиционного дохода с конца 2010-х годов стало достаточно распространённой практикой.
В результате, ощутимой ответственности за незаконный перевод пенсионных накоплений из ПФР в НПФ никто из участников не понёс, но из-за изменившегося законодательства, переходная кампания 2016 года была первой, по итогам которой, в случае досрочного перевода накоплений, граждане теряли инвестиционный доход. Потери граждан от незаконного перевода средств из ПФР в НПФ только в 2016 году составили 27 млрд рублей, кроме того, по оценке зампреда ВЭБа Николая Цехомского, около 15 млрд рублей составила комиссия агентам пенсионных фондов за переходы.
Эксперты указывали на довольно сложную процедуру привлечения к ответственности недобросовестных НПФ однозначно признавая наличие и важность проблемы незаконного перевода пенсионных накоплений из ПФР в НПФ. В 2019 году президент РФ Владимир Путин обратил внимание Генеральной прокуратуры России на вопиющие факты незаконного перевода пенсионных накоплений из ПФР в НПФ, призвав ужесточить ответственность за данный вид преступления.

### Противодействие
- Пенсионный фонд России обнародовал «Порядок действий при обнаружении факта неправомерного перевода средств пенсионных накоплений в НПФ» в котором рекомендовал подать иск в суд на НПФ с требованием признать договор обязательного пенсионного страхования недействительным (сфальсифицированным) и требованием к НПФ перевести пенсионные накопления обратно в ПФР, либо в другой НПФ[44]. Кроме того, ПФР, публикациями на сайте, уведомлял россиян о том, что с 2015 года, при подаче заявления о досрочном переходе от одного страховщика к другому, застрахованное лицо теряло полученный инвестиционный доход, если период формирования пенсионных накоплений у прежнего страховщика длился менее 5 лет, так белгородским отделением ПФР указывался случай потери застрахованным лицом инвестиционного дохода в размере свыше полумиллиона рублей[45].

- Районные суды, как показывает юридическая практика, встают на сторону обманутых клиентов и признают фальсифицированную сделку недействительной[46], тем самым нивелируя её негативные последствия, однако, случаев, когда человеку удалось бы отсудить большую сумму за моральный ущерб у фонда за вышеописанные махинации, пока не было[47]. РБК обращало внимание на опасности возвращения средств из НПФ в ПФР во внесудебном порядке, так как новый закон о гарантировании пенсий, принятый в 2014 году, установил, что без потери инвестдохода переводить пенсионные накопления из одного фонда в другой можно не чаще, чем раз в пять лет, в противном случае доход от вложения пенсии гражданина пойдёт в резерв его «старого» фонда по обязательному пенсионному страхованию[48], таким образом, просто подать заявление[49] о переводе пенсионных накоплений из допустившего самоуправство НПФ обратно в Пенсионный фонд Российской Федерации стало недостаточным, для сохранения накопительной части пенсии, следует, в районом суде по месту жительства потерпевшего, доказать недобросовестность негосударственного пенсионного фонда.

## Электронная манипуляция
Манипуляция негосударственных пенсионных фондов (НПФ) с электронными заявлениями застрахованных лиц через удостоверяющие центры — высокотехнологичное действие, препятствующее свободному выбору страховщика гражданином России. Это масштабное правонарушение реализовалось путём сговора пенсионных агентов и сотрудников удостоверяющих центров. Способ — своевременное направление в Пенсионный фонд Российской Федерации фальсифицированного электронного документа. Подложное электронное заявление о выборе страховщика отправлялось одновременно с подлинным и, в соответствии федеральным законом «О негосударственных пенсионных фондах», Пенсионный фонд Российской Федерации отказывал в удовлетворении всех поступивших в один день заявлений, таким образом заинтересованный негосударственный пенсионный фонд не давал застрахованному лицу вернуть деньги в ПФР и блокировал перевод пенсионных накоплений в иные, конкурирующие, фонды. Данная манипуляция юридически схожа с переводом пенсионных накоплений из ПФР в НПФ путём подлога заявлений застрахованных лиц, оба взаимосвязанных действия производились в России 2010-х годов.
Новая агрессивная манипуляция НПФ и УЦ с электронными заявлениями застрахованных лиц реализовалась в период с 2015 по 2017 годы в качестве ответа на государственные меры по «замораживанию пенсионных накоплений», которые оставили НПФ лишь два источника роста бизнеса: инвестиционный доход и, главное, переманивание клиентов у ПФР и друг у друга. В итоге этого своеобразного контрнаступления НПФ на ПФР и враждебные НПФ, был реализован план принудительного удержания клиента, который вывел количество отказов переходов до рекордного уровня — почти половина заявлений о переводе клиентов в НПФ не была удовлетворена:

«Теоретически сделать это (подать от имени клиента заявление в ПФР в электронном виде) можно через удостоверяющий центр (УЦ, их 439), заверяющий электронную подпись. Она есть уже у миллионов россиян, говорит человек, близкий к Минкомсвязи. Представитель министерства вчера вечером не смог назвать точную цифру. Чтобы УЦ подал заявление, он должен знать персональные данные клиента, которые ему могут предоставить НПФ, „а вот как они посылают заявление без клиента — это их маленькое ноу-хау“, говорит контрагент нескольких фондов».— «Ведомости», «Почти половина заявлений о переводе клиентов в НПФ не была удовлетворена» 21 марта 2017
В дальнейшем, предположение об участии УЦ в фальсификации заявлений подтвердилось Счётной палатой РФ, причём, доказательства были настолько убедительными, что ПФР немедленно прекратил прием заявлений о переводе пенсионных накоплений через удостоверяющие центры. Коллегия Счётной палаты Российской Федерации, под председательством Татьяны Голиковой, по результатам контрольных мероприятий, сделала вывод о наличии схем массовой фальсификации заявлений, таким образом были установлены факты поступления в ПФР электронных дублирующих заявлений на одно и то же застрахованное лицо из очевидного расчёта на отказ в их рассмотрении.
Некоторое время оставался невыясненным способ изготовления подложных электронных документов, но в 2017 году Счётная палата России установила, что заявления в электронной форме в ПФР поступают не непосредственно от застрахованного лица, а от удостоверяющих центров, которые во взаимодействии с пенсионными агентами формируют для застрахованных лиц высококвалифицированную электронную подпись. В Пенсионом фонде России не отрицали, что переходы стали возможны, в том числе, через агентов, сотрудничающих с удостоверяющими центрами, но называли случившееся последствием пилотного проекта, крайне негативно отнеслась к подобным оправданиям председатель Счётной палаты Татьяна Голикова, указав на заключение минимум 24 000 незаконных договоров в форме электронного документа. Глава ПФР Антон Дроздов парировал, что ответственность за качество услуг многочисленных аккредитованных удостоверяющих центров и, соответственно, электронные подписи, лежит на Минкомсвязи, в свою очередь Минкомсвязи предлагала передать функции выдачи усиленной квалифицированной электронной подписи (УКЭП) от частных компаний государству, но идею не поддержали другие министерства. В результате, заподозривший сговор УЦ с НПФ, Минтруд разработал радикальное предложение по исключению удостоверяющих центров из системы подачи электронных заявлений от граждан о смене НПФ, на что Минфин и Минэкономразвития направили отрицательные отзывы и заблокировали инициативу Минтруда, как незаконную, однако, доверие к УЦ было безвозвратно потеряно.
«Проверка Счётной палаты в очередной раз выявила массовые нарушения даже при наличии усиленных мер защиты электронной подписи», прокомментировал ситуацию президент НАПФ Сергей Беляков, его советник Валерий Виноградов утверждал, что массовая фальсификация электронных подписей в повторных заявлениях производилась путём повторного использования удостоверяющим центром электронной подписи клиента. Другие аналитики, например, директор группы рейтингов финансовых институтов АКРА Юрий Ногин, полагали, что минимизировать риск от сомнительных удостоверяющих центров можно за счёт использования портала госуслуг или личного кабинета на сайте ПФР, однако, не «низкая финансовая и компьютерная грамотность населения», как сетовал Ногин, мешала гражданам воспользоваться этими безопасными сервисами, а то, что, по утверждению аудиторов Счётной палаты РФ, «эти сервисы в указанный период были недоступны».
В 2018 году представитель ЦБ РФ заявил о решении проблемы, так как «к данному моменту поступило только одно обращение, связанное с незаконным переводом пенсионных накоплений из одного НПФ в другой без ведома застрахованного лица». Правопорядок был восстановлен временным, а потом и постоянным, запретом приёма электронных заявлений о переводе пенсионных накоплений от УЦ в УК и НПФ в связи со следственными действиями по выявленным Счётной палатой фактам фальсификаций с участием УЦ. Отчёт по проверке будет направлен в палаты Федерального Собрания, в том числе, с целью юридической оценки, ранее, имеющие сходный состав преступления, действия по незаконному переводу пенсионных накоплений из ПФР в НПФ определялись административным правонарушением в соответствии с пп. 10.1, 10.2 ст. 15.29 КоАП РФ. С 2019 года аналогичная схема с фальсификацией электронной подписи через недобросовестные удостоверяющие центры стала использоваться при отъеме квартир.